# Sannio Falanghina spumante
Il Sannio Falanghina spumante, o Falanghina del Sannio spumante è un vino DOC la cui produzione è consentita nella provincia di Benevento. La denominazione può essere accompagnata da una delle sottozone di produzione Guardia Sanframondi o Guardiolo, Sant’Agata dei Goti, Solopaca o Taburno.

## Caratteristiche organolettiche
- colore: giallo paglierino più o meno intenso
- odore: caratteristico, più o meno fruttato, floreale e fragrante
- sapore: secco, fresco, lievemente acidulo, a volte vivace, armonico

## Produzione
Provincia, stagione, volume in ettolitri
- nessun dato disponibile